# 有村國孝
有村 國孝（ありむら くにたか、1935年〈昭和10年〉11月21日 - ）は、日本の技術者、発明家、工学博士。ICカードの発明者。

## 人物・経歴
1964年東京工業大学大学院博士課程修了、工学博士。1970年にICカードを発明し特許を取得。アリムラ技研株式会社の代表取締役として、商用化に挑戦したが、経営破綻し1993年に株式会社エイアイテクノロジーへ営業譲渡された。同社は2001年にジーエルサイエンス株式会社に吸収されたが、2013年にジーエルソリューションズ株式会社として再び分社化された。また、基本特許の切れた1990年からは平松雄一などによりICカードの市場開発も行われた。

## 親族
有村國俊滋賀県議会議員は甥。有村治子参議院議員は姪。有村國知愛荘町長は甥。